# Rutsnok
Rutsnok (Natrix tessellata) är en ormart i familjen snokar. Ormen är inte giftig för människor, utan har som många andra snokar en ganska skygg natur och undviker konfrontationer. Trots detta dödas många rutsnokar varje år av människor, eftersom den ofta jagar eller solar i områden där människor vistas på sin fritid, som fiskevatten och badstränder. 

## Kännetecken
Rutsnoken har en smal och från sidorna något tillplattad kropp med ett litet och triangulärt huvud. Dess färgteckning varierar något mellan olika delar av utbredningsområdet, från grågrön till brunaktig eller nästan svart på ovansidan och en ljusare gulaktig till gulvit undersida. Den har också en karaktäristisk teckning av mörkare, nästan fyrkantiga fläckar. Dess kroppslängd är upp till 130 centimeter. Honan är vanligen större än hanen.

## Utbredning
Rutsnoken finns i centrala, södra och sydöstra Europa och i västra och centrala Asien. I delar av utbredningsområdet, som i Tyskland, Österrike och Schweiz, är den sällsynt eller starkt hotad.

## Levnadssätt
Rutsnoken jagar ofta i eller i närheten av vatten och den äter nästan uteslutande mindre och medelstora fiskar. Vanligen tillbringar den morgonen med att värma sig i solen och födosöker under eftermiddagen. 
Fortplantningen sker under den varma tiden på året, i Tyskland från maj till juni. Efter att ha blivit befruktad lägger honan 5 till 25 ägg. Äggens utveckling är beroende av den omgivande temperaturen och det tar mellan 35 och 50 dagar innan de kläcks. De nykläckta ungarna har en längd på mellan 14 och 24,5 centimeter och ser ut som små kopior av sina föräldrar. För att övervintra framgångsrikt behöver de unga ormarna uppnå en längd på cirka 30 centimeter. Könsmognaden beror av tillväxten och inträffar vanligen när ormen har nått en längd av 50 till 60 centimeter.